# Burton Downing
Burton Cecil Downing (San José, 5 de febrer de 1885 - Red Bank, Nova Jersey, 1 de gener de 1929) va ser un ciclista estatunidenc que va córrer a primers del segle xx.
Va participar en els Jocs Olímpics de Saint Louis de 1904, on va guanyar sis medalles, dues d'or, a les curses de 25 milles i 2 milles, tres de plata, a les curses d'1/4 de milla, 1/3 de milla i 1 milla, i una de bronze, a la prova de la mitja milla.
En anys posteriors va ser president de l'empresa de construcció George B. Spearin, Inc. Va ser mentre exercia aquest paper que va contreure una pneumònia que es va convertir en meningitis i que li acabaria provocant la mort a Red Bank, Nova Jersey.